# Aïman Maurer
Aïman Maurer (* 25. September 2004 in Neuilly-sur-Seine) ist ein marokkanisch-französischer Fußballspieler.

## Karriere

### Verein
Im Jahr 2010 begann Maurer seine fußballerische Ausbildung bei AF Garenne-Colombes. Nach drei Jahren wechselte er in die Jugendakademie von Paris Saint-Germain. Im Sommer 2016 unterschrieb er beim AC Boulogne-Billancourt und zwei Jahre später kehrte er zurück in die Hauptstadt Paris zu Red Star Paris. 2019 wechselte er in die Jugend von Clermont Foot, wo er ab 2021 bereits für die zweite Mannschaft zum Einsatz kam. In der Saison 2021/22 spielte er bereits einige Male dort in der National 3 und stand schon zweimal in der Ligue 1 für die Profis im Kader. Am 5. Februar 2023 (22. Spieltag) debütierte er bei einer 0:2-Niederlage gegen die AS Monaco in der Startelf stehend im Profibereich. Anfang 2024 wurde der Spieler bis Saisonende an die USL Dunkerque ausgeliehen.

### Nationalmannschaft
Maurer spielte im Jahr 2022 bei den Mittelmeerspielen und kam insgesamt achtmal für die marokkanische U20-Nationalmannschaft, wobei er einmal traf.